# Olligsbach
Der Olligsbach ist ein Bach in Bonn, Stadtbezirk Bonn. Seine Gesamtlänge beträgt 0,82 Kilometer, sein Einzugsbereich umfasst 1,9 Quadratkilometer.
Der Olligsbach ist zwischen BAB 565 und Verrohrung ein mäßig naturnahes Gewässer innerhalb landwirtschaftlicher Nutzflächen. Unterhalb der Verrohrung durchfließt der Bach Feldgehölz mit altem Baumbestand und zeigt sich naturnah. Dieser Bereich ist ein typischer Lebensraum für den Feuersalamander.